# Ho-gu-ui sarang
Ho-gu-ui sarang (hangeul: 호구의 사랑, lett. L'amore di Ho-gu o Un amore sciocco; titolo internazionale Hogu's Love) è una serie televisiva sudcoreana trasmessa su tvN dal 9 febbraio al 31 marzo 2015. È basata sull'omonimo webtoon di Yoo Hyun-sook.

## Trama
Kang Ho-gu non ha mai avuto una vera e propria fidanzata, e le ragazze hanno sempre approfittato della sua natura dolce e ingenua godendo di tutti i vantaggi di una storia d'amore, pur considerandolo solo un amico. Sua sorella gemella Ho-kyung, esperta di appuntamenti, si fa beffa di lui e dei suoi amici Kim Tae-hee e Shin Chung-jae perché sono gravemente carenti in materia.
Do Do-hee è un'atleta nella squadra nazionale di nuoto e ha vinto la medaglia d'argento ai recenti Giochi asiatici. Determinata e competitiva, è frustrata per non aver mai vinto il primo posto ed è conosciuta per le sue frequenti bestemmie. Il timido Ho-gu, da adolescente, aveva una cotta per lei, che al liceo era la ragazza più popolare per la bellezza e la bravura sportiva. È per questo motivo che Ho-gu si presenta alla riunione dei compagni di scuola e, quando si rivedono, rimane sorpreso dal fatto che Do-hee si ricordi di lui. Ho-gu coglie l'opportunità di trascorrere del tempo con la ragazza dei suoi sogni, non sapendo che lei è incinta, probabilmente del suo ex fidanzato Byun Kang-chul, il loro rappresentante di classe e ora un avvocato di successo.

## Personaggi
- Kang Ho-gu, interpretato da Choi Woo-shik
- Do Do-hee, interpretata da Uee
- Byun Kang-chul, interpretato da Lim Seulong
- Kang Ho-kyung, interpretata da Lee Soo-kyung
- So Shi-min, interpretato da Choi Deok-moon
- Kang Yong-mu, interpretato da Jung Won-joong
- Kim Ok-ryung, interpretata da Park Soon-chun
- Kim Tae-hee, interpretato da Choi Jae-hwan
- Shin Chung-jae, interpretato da Lee Si-eon
- Mok Kyung-jin, interpretata da Oh Young-shil
- Byun Kang-se, interpretato da Park Ji-il
- In Gong-mi, interpretata da Song Ji-in
- Noh Kyung-woo, interpretato da Kim Hyun-joon

## Ascolti
| Episodio | Data di trasmissione | Dati AGB |
| -------- | -------------------- | -------- |
| 1        | 9 febbraio 2015      | 1,076%   |
| 2        | 10 febbraio 2015     | 1,262%   |
| 3        | 16 febbraio 2015     | 0,780%   |
| 4        | 17 febbraio 2015     | 1,270%   |
| 5        | 23 febbraio 2015     | 0,772%   |
| 6        | 24 febbraio 2015     | 1,326%   |
| 7        | 2 marzo 2015         | 0,889%   |
| 8        | 3 marzo 2015         | 1,179%   |
| 9        | 9 marzo 2015         | 1,029%   |
| 10       | 10 marzo 2015        | 1,336%   |
| 11       | 16 marzo 2015        | 0,840%   |
| 12       | 17 marzo 2015        | 1,175%   |
| 13       | 23 marzo 2015        | 0,914%   |
| 14       | 24 marzo 2015        | 1,418%   |
| 15       | 30 marzo 2015        | 0,858%   |
| 16       | 31 marzo 2015        | 1,405%   |
| Media    | Media                | 1,096%   |

## Colonna sonora
1. Kangaroo (캥거루) – Linus' Blanket
2. If You Call My Name (니가 내 이름을 불러준다면) – Kim Hyung-joong
3. Destiny – Seulong feat. eSNa
4. Until I Reach Your Star (너의 별에 닿을 때까지) – Kyuhyun
5. I'm In Love – Kinsey
6. Kangaroo (English Ver.) (캥거루 (English Ver.)) – Linus' Blanket
7. Until I Reach Your Star (너의 별에 닿을 때까지) – Jun So-hyun
8. Ho-gu, Let's Date (호구야 연애하자)
9. I'm Ho-gu (나는 호구다)
10. Lullaby
11. Soliloquy (Original Ver.) (혼잣말 (Original Ver.))
12. Flutter (설레임)
13. Swing Swing (스윙스윙)
14. Ho-kyung is Off the Wall (엉뚱한 호경)
15. Ho-gu's Act (Ukulele Ver.) (호구의 호구짓 (Ukulele Ver.))
16. I'm Do-hee (나는 도희다)
17. What Even? (뭐지)
18. Picnic
19. Soliloquy (Orchestra Ver.) (혼잣말 (Orchestra Ver.))
20. I'm Kang-chul (나는 강철이다)
21. Ho-gu's Act (Piano Ver.) (호구의 호구짓 (Piano Ver.))